# Tiroteo en el O.K. Corral
El tiroteo en el O.K. Corral fue un famoso enfrentamiento armado entre forajidos y funcionarios de la ley ocurrido detrás de un corral de ganado en el pueblo de Tombstone, Arizona, Estados Unidos, alrededor de las 3:00 PM del miércoles 26 de octubre de 1881. Fue el resultado de una serie de largas disputas entre los oficiales Wyatt Earp, Morgan Earp, Virgil Earp y Doc Holliday contra los vaqueros Billy Claiborne, Frank McLaury, Tom McLaury, Billy Clanton y Ike Clanton, acusados estos últimos de diversos actos delictivos. Durante el enfrentamiento, que duró alrededor de 30 segundos, se dispararon unos 30 tiros y acabó con el fallecimiento de los hermanos McLaury y Billy Clanton.
El suceso, que forma parte de la leyenda del Viejo Oeste estadounidense, ha sido retratado y referenciado en numerosas ocasiones en películas de wéstern y en series televisivas.

## Contexto

### Los motivos que desencadenaron el tiroteo
El oficial Virgil Earp acusó a Frank McLaury de haber hurtado seis mulas del campamento militar Rucker. Un representante federal sorprendió a los McLaury cambiando las letras «U.S.» a «D.8.» en las mulas. Para evitar problemas, los McLaury acordaron devolver las mulas, pero no lo cumplieron.
Poco después de la llegada de Wyatt a Tombstone, el 1 de noviembre de 1879, le robaron un caballo marcado que, un año después, fue encontrado en el rancho de los Clanton. Este incidente empeoró la reputación de los Clanton y convenció a los Earp de que los Clanton eran ladrones de ganado y caballos.
El motivo que precipitó el tiroteo fue el robo a una diligencia en marzo de 1881, en el que murieron dos personas y cuyo principal sospechoso escapó más tarde de la cárcel. Como consecuencia, las acusaciones como cómplices del robo estaban en el aire, con el pistolero Doc Holliday como principal sospechoso del crimen, al ser acusado por su novia Big Nose Kate; aunque luego ella se retractaría.

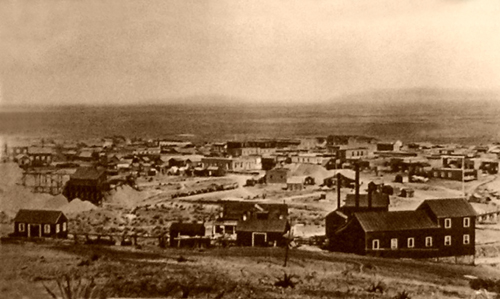
Tombstone en 1881.

## El tiroteo

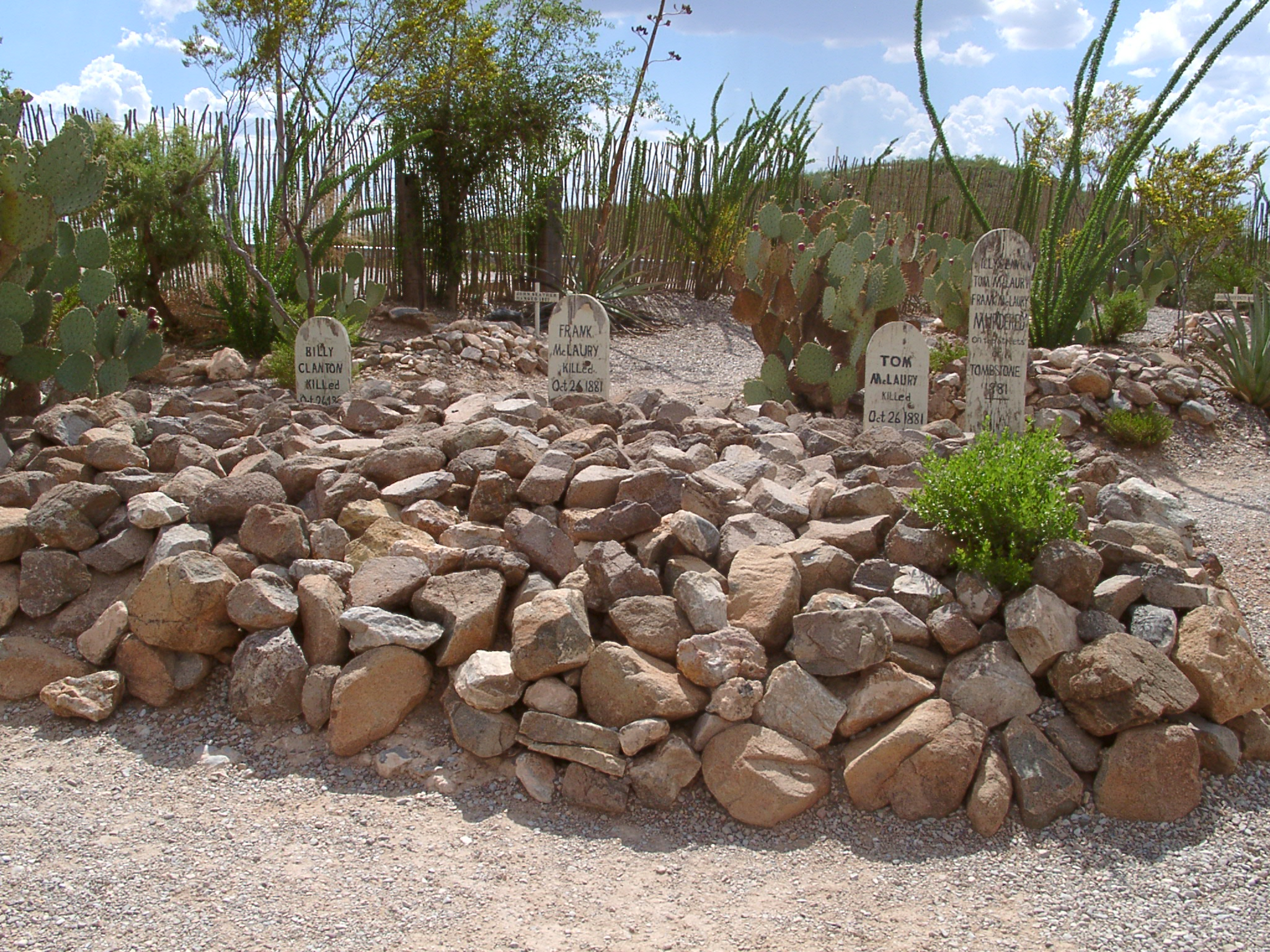
Lápidas de Billy Clanton, Frank y Tom McLaury en el Cementerio de Boot Hill, en Tombstone, Arizona.

Hay que destacar que los contendientes no eran expertos pistoleros. El más experimentado era Claiborne, auténtico pistolero de frontera que se había visto envuelto en varias refriegas; Frank McLaury era, asimismo, un buen tirador; Virgil, por su experiencia en la Guerra Civil y como agente de la ley, también manejaba con soltura las armas. Por el contrario, Wyatt se había enfrentado a las armas tan solo en una ocasión. Ike y Billy eran más fanfarrones que otra cosa (de hecho, fue el primer y último tiroteo de Billy Clanton), y Morgan no había disparado nunca; pero sin duda el más experto y hábil era Holliday, de quien se decía que era el más rápido. Quizá por esta falta de experiencia de casi todos la pelea se desarrolló de esta forma.
Durante el día, noticias de la irrupción de unos vaqueros armados buscando más armas recorrieron Tombstone. Se corrió la voz de que Ike Clanton reclamaba un enfrentamiento con los Earp. Virgil Earp, cumpliendo la ley de la ciudad que decía que las armas de fuego tenían que entregarse a las autoridades locales, decidió acercarse al grupo de Ike Clanton para que les entregasen sus armas. Por el lado de los Earp se presentaban los hermanos Virgil, Wyatt y Morgan Earp (alguaciles de Tombstone) además de Holliday, quien los acompañaba. Por el lado de los Clanton estaban presentes los hermanos Frank y Tom McLaury, los hermanos Ike y Billy Clanton y Billy Claiborne.
Hay testimonios que indican que, al llegar a la parcela vacía cerca del corral con el propósito de desarmar a los infractores, Virgil profirió a los infractores: «Levanten las manos», y al escuchar amartillar las armas de los vaqueros alcanzó a gritar: «¡Esperen, no he dicho que hicieran eso!». La lucha comenzó realmente en la calle contraria al corral y acabó en Fremont Street.
Tras esto, comenzó el tiroteo, durante aproximadamente treinta segundos, realizándose treinta disparos. No hay certeza de quien disparó primero. Tras comenzar el tiroteo, Billy disparó a Wyatt, fallando el tiro. Wyatt, a sabiendas de que el tirador más experimentado era Frank McLaury, le disparó infligiéndole una herida mortal en el abdomen. A pesar de ello, Frank continuó disparando hasta caer abatido.
Virgil y Morgan fueron heridos de gravedad por Billy, mientras que Holliday recibió heridas menores. Wyatt se mantuvo de pie y fue el único que resultó ileso. Irónicamente, Ike Clanton, que era quien había pedido el duelo, iba desarmado y huyó del enfrentamiento sin un rasguño. Claiborne alegó estar desarmado (aunque se piensa que sí iba armado) y escapó igualmente, resultando ileso. Billy Clanton cayó por disparos de Morgan y de Doc Holliday, fue retirado de la escena y murió a los pocos segundos. Tom McLaury murió tras ser alcanzado por disparos de Wyatt; más tarde se alegó que iba desarmado, pues su revólver se encontraba en la cantina. Sin embargo, según la testigo Josie Marcus, Tom sí se encontraba armado durante el tiroteo, pero alguien trasladó después su arma al salón, probablemente el sheriff Johnny Behan, quien también presenció la refriega desde el comienzo. Finalmente, y de manera sorpresiva, el sheriff Behan atestiguó a favor de los Earp. Así, el resultado final de la lucha fue de tres muertos por el bando Clanton (Billy Clanton, Frank y Tom McLaury), tres heridos por el bando Earp (Virgil, Morgan y Holliday) y tres indemnes (Wyatt, que permaneció en el lugar, y Claiborne y Ike, que escaparon).

## Consecuencias

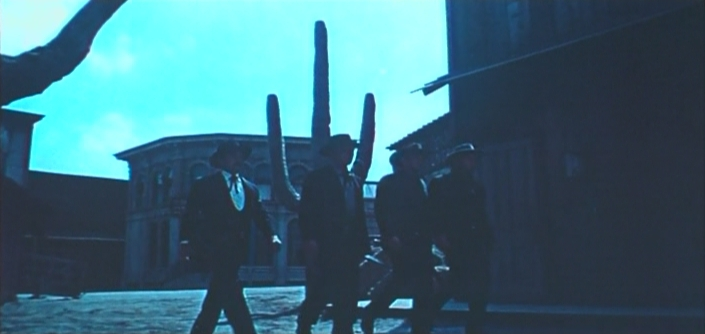
Escena de la película Duelo de titanes (Gunfight at O.K. Corral, 1957).

Después del tiroteo, los Earp y Doc Holliday fueron acusados de asesinato, pero en la audiencia preliminar el juez de paz determinó que no había suficientes pruebas para un juicio. Sin embargo, tras la audiencia, el hermano de Wyatt, Morgan, fue asesinado y Virgil herido gravemente, por lo que le quedó inutilizable su brazo izquierdo.
Tras estos hechos, Wyatt, acompañado de Doc Holliday, emprendió una venganza personal, persiguiendo y matando a los hombres que creían que eran los responsables. Al finalizar esta venganza, Wyatt y Doc se separaron. Doc murió de tuberculosis y Wyatt siguió viajando hasta su muerte en 1929.

## El tiroteo en la ficción
El tiroteo ha tenido impacto no solo en obras de ficción sino también en documentales. Ha sido el argumento de las siguientes películas:
- Pasión de los fuertes (My Darling Clementine), de John Ford (Estados Unidos, 1946), con Henry Fonda y Victor Mature como Wyatt Earp y Doc Holliday, respectivamente;
- Duelo de titanes, de John Sturges (1957). Wyatt Earp está interpretado por Burt Lancaster y Doc Holliday por Kirk Douglas;
- Hour of the Gun (La hora de las pistolas, 1967), también de John Sturges, con James Garner como Earp, Jason Robards como Holliday y Robert Ryan como Ike Clanton;
- Duelo a muerte en OK Corral, dirigida por Frank Perry, con Harris Yulin como Wyatt Earp y Stacy Keach como Doc Holliday;
- Tombstone (1993), de George P. Cosmatos, con Kurt Russell como Wyatt Earp y Val Kilmer como Doc Holliday;
- Wyatt Earp (1994), de Lawrence Kasdan, con Kevin Costner como Wyatt Earp y Dennis Quaid como Doc Holliday.

El evento también fue recogido por Camilo José Cela en su novela Cristo versus Arizona.
En la serie de novela gráfica El Teniente Blueberry, dibujada y escrita por el francés Jean Giraud (Moebius), el tiroteo y sus causas son minuciosamente reconstruidos y novelados en los episodios 44 y 45, titulados «Ok Corral» y «Dust», respectivamente.
Asimismo, el episodio de 1966 "The Gunfighters», de la serie de ciencia ficción Doctor Who, giraba en torno a este acontecimiento.
Este hecho también es citado en el episodio "Espectros" de Star Trek: La serie original, en el que el Enterprise establece contacto con el planeta Melkotian a pesar de sus advertencias para que se alejen. A la tripulación se la acusa de intrusa y se los castiga enviando al capitán Kirk y a parte de su tripulación a Tombstone, donde descubren que la gente del pueblo los reconoce como Billy Claiborne, Frank McLaury, Tom McLaury, Billy Clanton y Ike Clanton.
En la película Transformers: la venganza de los caídos, el tiroteo es mencionado cuando un decepticon va a destruir la pirámide.
En el quinto episodio de la serie anime Black Lagoon titulado «Águilas cazadoras y águilas cazadas», este hecho es mencionado por Revy, tras entrar a un submarino nazi y abrir una puerta donde había esqueletos humanos de los tripulantes con agujeros de bala en el cráneo.
El hecho también es mencionado en la película Black Hawk Down.
En 2024, se estrenó en Netflix la serie documental Wyatt Earp y la guerra de los cowboys, narrada por Ed Harris. En esta serie se representa el tiroteo, su contexto y sus consecuencias.